# 乔治·谢尔登 (跳水运动员)
乔治·谢尔登（英語：George Sheldon，1874年5月17日—1907年11月25日），美国男子跳水运动员。他曾代表美国参加1904年夏季奥林匹克运动会跳水比赛，获得男子跳台金牌。他于1907年因心脏疾病去世。